# Willkommen in Marwen
Willkommen in Marwen (Originaltitel Welcome to Marwen) ist ein Filmdrama von Robert Zemeckis, das am 21. Dezember 2018 in die US-amerikanischen und am 28. März 2019 in die deutschen Kinos kam. Die Filmbiografie handelt von Mark Hogancamp, der von fünf Fremden nach einem Barbesuch verprügelt wird und nur knapp mit dem Leben davonkommt.

## Handlung
Der Film beginnt in Belgien während des Zweiten Weltkriegs. Der Pilot Captain Hogie stürzt mit seinem Flugzeug über einem Wald ab und findet in einem stehengelassenen Fahrzeug der Nazis einen Koffer mit Frauenkleidung. Unter diesen findet Hogie auch ein Paar hochhackige Pumps. Da seine Stiefel durch den Absturz des Flugzeugs verbrannt wurden, zieht Hogie die Damenschuhe an und wird kurz darauf von einem Trupp Nazi-Soldaten überrascht. Diese halten Hogie aufgrund der Schuhe für homosexuell und beginnen ihn brutal zu verprügeln. Nach kurzer Zeit kommen ihm die sogenannten Frauen von Marwen zu Hilfe und schießen die Nazis nieder. Anschließend wird enthüllt, dass alles bloß in der kleinen Miniatur-Welt des Künstlers Mark Hogancamp stattgefunden hat. Als ein anfahrender Umzugswagen ihn bei seinen Fotografien stört, begibt sich Mark zurück ins Haus, in dem er in seiner Wohnung ebenfalls eine große Modellwelt errichtet hat. Als er aus dem Fenster sieht, beobachtet er, wie neben ihm die neue Nachbarin Nicol einzieht. Wenig später bekommt Mark Besuch von seiner Pflegerin Anna, die ihm mehrere Einkäufe und seine Post mitbringt.
Durch einen Flyer in der Post erfährt Mark, dass Freunde von ihm ihn unfreiwillig bei einer Ausstellung beworben haben, in welcher er seine Miniatur-Dörfer vorstellen soll. Mark lehnt dies strikt ab und verkündet Anna, auf keinen Fall auf der Ausstellung zu erscheinen. In anschließenden Rückblenden erfährt man, dass Mark durch einen Unfall das Laufen und seine komplette Motorik neu erlernen musste, und in der Gegenwart erfährt man, dass Mark durch dieses Ereignis seine Leidenschaft des Malens aufgeben musste. In vielen weiteren Szenen in der Welt von Marwen erleben die Figuren, die alle auf real existierenden Persönlichkeiten in Marks Leben basieren, weitere Abenteuer und Kämpfe in kriegerischen Szenarien gegen Nazis. Am nächsten Tag nach der Arbeit in einer Bar geht Mark in den Hobbyladen seiner Freundin Roberta, die versucht, ihn auf ein gemeinsames Essen einzuladen, doch Mark winkt jeden Versuch vehement ab. Im Laden selbst ist Mark auf der Suche nach einer neuen Modell-Figur, die seine neue Nachbarin Nicol porträtieren soll. Als Mark die gefundene Figur bezahlen möchte, bietet ihm Roberta für seine Ausstellung die detaillierte Figur eines Generalmajors der Waffen-SS an. Im Fernsehen läuft plötzlich in voller Lautstärke ein Bericht über das kommende Gerichtsverfahren der Schläger, die Mark einst verprügelten. Der Bericht im Zusammenspiel mit der Figur löst in Mark einen panischen Anfall aus, woraufhin er voller Panik den Laden verlässt. In der Nacht erscheint Mark eine von seinen Figuren, Deja Thoris, im Schlaf, die für ihn – wie ihn mehreren Szenen bereits angedeutet – eine besondere Rolle zu spielen scheint. Deja ist es, die ihn dazu verleitet, die doppelte Dosis seiner Tabletten zu nehmen. Im Laufe der Tage lernen sich Mark und Nicol immer besser kennen und kommen sich ein Stück näher. Auch in Marwen ist Nicol nun als Figur das neue Mitglied der Frauen von Marwen. Als Nicol Mark zu einer Tasse Tee einlädt, kommt Nicols Ex-Freund Kurt dazu und verschreckt Mark mit einigen höhnischen Bemerkungen und Sticheleien. Verbarrikadiert in seinem Haus erleidet Mark erneut einen panischen Anfall mit Erinnerungen an den Angriff auf ihn.
Einen Tag später ist der Termin der Gerichtsverhandlung, zu der Mark nach mehrfachem Zögern erscheint. Als er im Gerichtssaal mit seinen einstigen Angreifern konfrontiert wird, sieht er in den Tätern die Nazi-Soldaten seines Miniatur-Dorfs und flüchtet voller Panik aus dem Saal, woraufhin die Verhandlung vertagt wird. Hierbei wird besonders klar, dass Mark seine traumatischen Erlebnisse mithilfe von Marwen und dessen Charakteren zu verarbeiten versucht. Einige Tage später, nach zahlreichen weiteren Abenteuern von Hogie und den Frauen von Marwen, macht Mark, der sich über die Zeit hinweg in Nicol verliebt hat, dieser einen Heiratsantrag, da er ihre Anzeichen und Worte in ihren vorherigen Treffen und Gesprächen missversteht. Nicol lehnt den Antrag ab und gibt Mark als Trost ein Geschenk, das sich als die Figur des SS-Generalmajors herausstellt. Dieser wird nun trotz der Angst Marks Teil des Konflikts in Marwen. Hogie tötet den SS-Mann in einem entscheidenden Kampf mit dem Absatz seines Damenschuhs. Er erfährt, dass Deja eine Spionin der Nazis ist und die toten Soldaten immer wieder am Leben hält. Hogie erkennt, dass Deja Marks wahres Problem ist und sie es ist, die ihn krank macht. Deja fliegt mit einer von Mark gebauten Zeitmaschine davon und alle Nazis werden vernichtet. Hogie und Nicol werden in Marwen ein Paar, und in der echten Welt schafft Mark es, sich von Deja zu lösen, und packt diese in eine Kiste, in der er „gestorbene“ Figuren aufbewahrt.
Mit neu gewonnenem Lebensmut entschließt sich Mark, nun doch zur Ausstellung zu gehen, und er legt Nicol eine Einladung vor die Haustür. Beim Gerichtstermin liest Mark nun endlich seine Schilderung der Tat vor und erklärt, dass es ihm wieder besser geht. Auf der anschließenden Ausstellung erklärt er Roberta, dass er sein Dorf nun Marwencol (Mar für Mark, Wen für Wendy, Col für Nicol) nennt. Wenig später erscheint Nicol, die jedoch nur wenige Sekunden später wieder die Galerie verlässt. Roberta und Mark verabreden sich nach einem Gespräch erneut auf ein gemeinsames Essen. In der letzten Szene sieht man Mark, der wieder mit Pumps auf die Straße geht und sich wieder traut, er selbst zu sein.

## Produktion
Der Film erzählt die wahre Lebensgeschichte von Mark Hogancamp. Am 8. April 2000 wurde der Künstler und Illustrator vor einer Bar im US-Bundesstaat New York angegriffen und von einer Gruppe junger Männer halb zu Tode geprügelt. Als er aus dem Koma erwachte, hatte er kaum noch Erinnerungen an sein altes Leben. Er verwendete Puppen und entwickelte Hintergrundgeschichten zu diesen, um sich sein eigenes alternatives Universum zu schaffen, in dem er seine Traumata verarbeiten konnte. Eine der Figuren war ein Avatar für ihn selbst, ein US-amerikanischer Captain der US-Army, der sich im Kampf mit Nazis befindet. Die Fotos, die Hogancamp von seinen Figuren machte, wurden Gegenstand einer Ausstellungsreihe und führten 2010 zu einer Dokumentation mit dem Titel Marwencol.
Regie führte Robert Zemeckis, der gemeinsam mit Caroline Thompson auch das Drehbuch zum Film schrieb. Die Dreharbeiten fanden von 14. August bis 19. Oktober 2017 im kanadischen Vancouver und in der Gemeinde Maple Ridge in British Columbia statt. Als Kameramann fungierte C. Kim Miles.
Die Filmkritikerin Antje Wessels erklärt, Robert Zemeckis habe für Willkommen in Marwen eine ganz eigene Filmsprache entwickelt, um mit den Puppen-Figuren ganz anders umzugehen als mit gewöhnlichen CGI-Charakteren: „Fällt zum Beispiel eine Figur aus großer Höhe auf einen spitzen Gegenstand, bricht sie ganz unspektakulär in der Mitte durch, statt brutal aufgespießt zu werden.“ Auch die Art, wie der Tod einer Puppe visualisiert werde, sei ziemlich clever gelöst, so Wessels weiter, denn man wisse sofort was gemeint ist, wenn sich die Gliedmaßen plötzlich puppenhaft versteifen. Zugleich seien die Bewegungen aber viel flüssiger als bei klassischen Puppen-Stop-Motion-Filmen. Am ehesten erinnert Willkommen in Marwen Wessels technisch an Small Soldiers. Weiter merkt die Filmkritikerin an, dass das Miniaturwelt-Marwen einen gehörigen, erotisch aufgeladenen Fetisch-Anstrich mit seinen aufreizenden Soldatinnen und hochstilisierten Folterszenen aufweise und so an Naziploitation-Werke erinnere.
Die Filmmusik komponierte Alan Silvestri, mit dem Robert Zemeckis bereits an über 10 Filmen zusammenarbeitete, so erstmals für Auf der Jagd nach dem grünen Diamanten, danach für Zurück in die Zukunft und für den mit einem Oscar ausgezeichneten Film Forrest Gump. Der Soundtrack, der 21 Musikstücke umfasst, wurde am 21. Dezember 2018 von Back Lot Music als Download veröffentlicht. Eine Veröffentlichung auf CD ist wenig später durch Intrada Records geplant.
Ende Juni 2018 veröffentlichte Universal einen ersten Trailer, Mitte Juli 2018 auch einen ersten deutschen Trailer. Der Film feierte am 10. Dezember 2018 im ArcLight in Hollywood seine Premiere, kam am 22. Dezember 2018 in die US-amerikanischen und am 28. März 2019 in die deutschen Kinos.

## Rezeption

### Altersfreigabe und Filmgenre
In den USA wurde der Film von der MPAA als PG-13 eingestuft. In Deutschland wurde der Film von der FSK ab 12 Jahren freigegeben. In der Freigabebegründung heißt es: „Der Film wechselt häufig, doch visuell gut erkennbar zwischen Phantasie und Realität und weist eine klare Unterscheidung zwischen Gut und Böse auf. Die Erzählweise ist überwiegend ruhig, die Atmosphäre meist freundlich. Dennoch können einige düstere Kampf- und Actionszenen aufgrund ihrer Intensität und Dauer Kinder unter 12 Jahren emotional überfordern.“
Die Filmkritikerin Antje Wessels resümiert in ihrer Kritik: „Mit Willkommen in Marwen kombiniert Robert Zemeckis erotisierte Kriegs-Puppen-Action wie aus einem alten Groschenroman mit einem sensiblen Drama über einen Traumapatienten. Eine radikale Mischung, die das Publikum sehr viel mehr herausfordert als die üblichen glattgebügelten Wohlfühl-Oscardramen.“
Knut Elstermann von MDR Kultur verweist auf die brillanten Puppenanimationen im Film und schreibt: „Das ist zwar mit fast zwei Stunden doch deutlich zu lang geraten und nicht ganz frei von Redundanz, doch insgesamt eine schöne und berührende Würdigung dieser einzigartigen Selbsttherapie.“
Britta Schmeis von epd Film schreibt, Steve Carell spiele den liebenswürdigen Sonderling mal mit heroischem Ernst, mal mit ergreifender Verletzlichkeit. Einige Szenen seien spektakulär, bizarr und zugleich imposant, doch berausche sich Zemeckis zu sehr an technischer Raffinesse, poliere die Geschichte auf sentimentalen Hollywood-Glanz und lasse den Plot dahindümpeln.

### Auszeichnungen
Anfang Dezember 2018 wurde bekannt, dass sich der Film in der Vorauswahl für die Oscarverleihung 2019 in der Kategorie Beste visuelle Effekte befindet.
Art Directors Guild Awards 2019
- Nominierung in der Kategorie Contemporary Film (Stefan Dechant)[14]

Make-Up Artists and Hair Stylists Guild Awards 2019
- Nominierung in der Kategorie Best Contemporary Makeup (Ve Neill, Rosalina De Silva)

## Synchronisation
Die deutsche Synchronisation entstand nach einem Dialogbuch von Klaus Bickert und der Dialogregie von Katrin Fröhlich im Auftrag der Interopa Film GmbH, Berlin.
| Darsteller    | Synchronsprecher  | Rolle          |
| ------------- | ----------------- | -------------- |
| Diane Kruger  | Stephanie Kellner | Deja Thoris    |
| Leslie Mann   | Bianca Krahl      | Nicol          |
| Merritt Wever | Friederike Walke  | Roberta        |
| Steve Carell  | Uwe Büschken      | Mark Hogancamp |